# Manco Inca
Mango Inga Yupangui (Cuzco o Tiahuanaco, circa 1515 - Vilcabamba, circa 1545), también conocido como Manco Inca o Manco Cápac II, fue un noble, militar y político incaico. Fue el segundo inca reconocido por los españoles y, tras su rebelión en 1536, se convirtió en el primer soberano del reino independiente de Vilcabamba.
Vivió durante los últimos años del Imperio incaico y participó en la conquista inca de la región de Moxos. Durante la guerra civil entre Huáscar y Atahualpa, Manco Inca apoyó al primero; por lo que tuvo que esconderse tras la victoria del bando atahualpista y sus represalias sobre los huascaristas en el Cuzco. 
A la captura de Atahualpa por los conquistadores españoles, Manco Inca ofreció su colaboración, creyendo que lo liberarían de las «malignas tropas de Quito». A cambio de entregarles Cuzco, los españoles lo proclamaron Sapa Inca, pero, a causa de los múltiples abusos que cometieron contra él y su pueblo, decidió escapar y rebelarse.
La guerra que lideró Manco Inca representó el mayor enfrentamiento militar de la conquista del Perú. Los ejércitos cuzqueños bloquearon las rutas entre Lima y Cuzco, sitiaron ambas ciudades y, en 1536, estuvieron cerca de tomar Cuzco y expulsar definitivamente a los españoles; sin embargo, ante la llegada de los refuerzos españoles de Diego de Almagro y Alonso de Alvarado, Manco se refugió en Vilcabamba por tener que dar de baja a sus tropas por el excesivo tiempo que estaba tomando la guerra. Lideró la resistencia desde su reino independiente hasta que fue asesinado en 1545, apuñalado por un grupo de siete españoles almagristas que lo traicionaron.

## Primeros años
Mango Inga Yupangui era hijo de Huayna Cápac y de la ñusta Mama Runtu y probablemente nació en 1515 en el Cuzco. Aunque, según el historiador José Antonio del Busto, Manco Inca nació en 1514 en Tiahuanaco.
Durante la guerra civil, las tropas de Atahualpa tomaron el Cuzco bajo el mando del general Quizquiz y asesinaron a los descendientes de Huayna Cápac, a los partidarios de Huáscar, y a todo aquel que pudiera intentar tomar el lugar del Inca. Fue por esta razón por la que Manco Inca se vio obligado a huir evitando cualquier contacto con los atahualpistas.
Tras la muerte de Huáscar y Túpac Hualpa respectivamente, era el único príncipe de sangre que aún vivía y se convertía así en el más válido pretendiente al trono de los incas. La legitimidad de sus derechos al trono fue universalmente reconocida entre el pueblo del Cuzco, pero no fue tan apreciada por los ejércitos de Atahualpa que, por el contrario, precisamente por esta prerrogativa, habían tratado de matarlo.
Chalcochima, aunque prisionero, había conspirado para poner en el trono a un hijo de Atahualpa, pero sus maniobras habían resultado infructuosas y, con su muerte, las esperanzas de los partidarios de un príncipe de Quito se habían desvanecido definitivamente. Quizquiz, el comandante de las fuerzas atahualpistas, había entendido, a su pesar, que no podía imponer un candidato de Quito y, con el fin de reunificar el imperio, agotado por la guerra civil, había intentado nombrar un pretendiente que podía estar de acuerdo con todos los contendientes. Había elegido, para este fin, al príncipe Paullu Inca, también hijo de Huayna Cápac, pero cuya madre había sido sólo una esposa secundaria. Paullu había parecido una alternativa viable hasta que Manco Inca fue dado por muerto, pero la aparición del príncipe había puesto en juego los derechos de herencia en beneficio de este último.

## Colaboración con los españoles

### Encuentro
El 14 de noviembre de 1533, Manco Inca se encontró con Francisco Pizarro y su contingente, tanto indígena como español. Esta entrevista y otros hechos previos, como la captura y muerte de Atahualpa en Cajamarca, llevaron a Manco Inca a creer que los españoles eran «salvadores» enviados por los dioses. A su vez, Manco Inca fue acompañado con representantes de todas las panacas reales, lo que da pie a entender que era considerado el aspirante favorito a la sucesión del Sapa inca entre la realeza. Al presentarse a Pizarro, este le respondió: 

Has de saber que yo vine con el único propósito de protegerte y liberarte de esta gente de Quito, podéis creer que yo no vengo en provecho mío.

Chalcuchímac, uno de los 3 generales principales de Atahualpa en la guerra civil, había sido tomado preso a traición por Hernando Pizarro, y sobre su final existen dos versiones: Una de ellas dice que para convencer a Manco Inca, Francisco Pizarro lo quemó vivo delante de aquel. Por otro lado, José Antonio del Busto cita a Pedro Sánchez de la Hoz cuando afirma que el general ya había muerto un día antes del arribo de Manco Inca:

Informado el Gobernador de todas estas acusaciones y comprobando cuánto de verdad había en ello, mandó que fuese quemado vivo en medio de la plaza, y así se hizo, que los principales y más familiares suyos eran los que ponían más diligencia en prender el fuego (...) toda la gente de la tierra se alegró infinito de su muerte, porque era muy aborrecido de todos por conocer lo cruel que era.
Pedro Sánchez de la Hoz.

### La toma del Cuzco

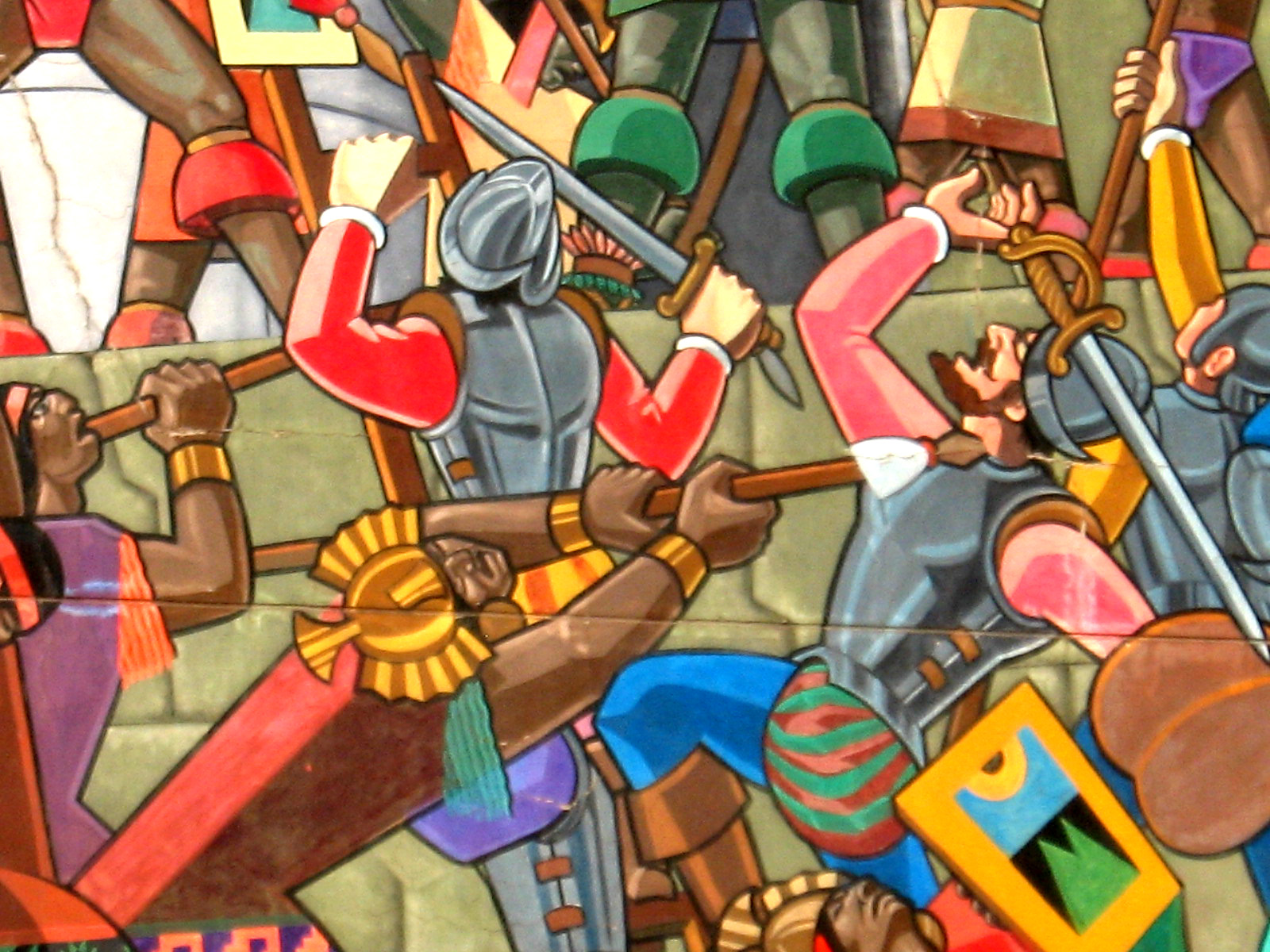
Las tropas de Quizquiz se enfrentaron al ejército combinado de Manco Inca y Francisco Pizarro. Pintura de Juan Bravo para la municipalidad del Cuzco.

Manco Inca, en ese momento, no pudo reunir un ejército, pero logró ser útil al proporcionar una red de informantes que advirtieron a los conquistadores españoles de las intenciones de Quizquiz. El experimentado general había decidido quemar la capital en lugar de entregarla y los españoles atacaron de inmediato para evitar que llevara a cabo sus planes. Cuarenta jinetes cargaron hacia adelante, pero contrariamente a sus suposiciones, se vieron envueltos en una batalla tan amarga que puso en peligro sus propias vidas.
Los indígenas que los acompañaban, aterrorizados por la llegada de los ejércitos de Quizquiz, se dieron la vuelta y perjudicaron a los jinetes. Muchos españoles resultaron heridos y tres caballos muertos por la inesperada oposición de los nativos, que obligaron a las tropas ibéricas a una retirada desordenada. Quizquiz podría haberse aprovechado de este desorden, pero, a pesar de lo cauteloso que era, sospechó que era una táctica para atraerlo y hacer que sus hombres desistieran de perseguirlo. Esta vez, el veterano general había exagerado la precaución. Si hubiera empujado hacia adelante, el resto de la tropa de Pizarro también habría estado en malas condiciones y habría tenido grandes dificultades para repeler el ataque. El astuto general, satisfecho con el resultado, prefirió en cambio replegarse y abandonar la capital.
En la mañana del sábado 15 de noviembre, día de San Eugenio, las tropas hispano-indígenas ingresaron a la capital (Cuzco) por el cerro de Carmenca (actual barrio de Santa Ana). Descendieron por un camino que llevaba a un río y que posteriormente bautizaron como «El callejón de la Conquista» o «La calle de los Conquistadores». Tras saquear el Coricancha y los templos y palacios más importantes del Cuzco, Francisco Pizarro coronó a Manco Inca como Sapa Inca.
Sin embargo, antes de este evento, Manco Inca ya había obtenido el reconocimiento de sucesión por parte del resto de Panacas del Cuzco. Fue Pizarro quien, posteriormente, ratificó dicha decisión.

### Campaña contra Quizquiz
Una vez nombrado, Pizarro solicitó a Manco Inca que organizara un ejército que combatiera a las tropas del general Quizquiz. Pizarro, además, lo apoyaría con caballos y soldados españoles. Unos espías informaron a Manco Inca de las intenciones de las tropas de Quizquiz para atacar Jauja, dándole la opción de enviar justo a tiempo a su ejército bajo el mando de su hermano; Paullu Inca. La expedición no se vio coronada por el éxito porque los hombres de Quizquiz se mostraron muy agresivos y, habiendo quemado los puentes sobre el río Apurímac, impidieron por la fuerza de las armas el avance de las tropas cuzqueñas, obligándolas a regresar a la capital debido al miedo a las trágicas consecuencias. El invierno hizo que se suspendieran todas las operaciones contra Quizquiz, a pesar del temor de que las tropas de Quito aprovecharan el aislamiento forzoso del Cuzco para atacar la guarnición de Jauja. 
El general atahualpista estaba, sin embargo, tranquilamente atestiguado, esperando al enemigo, tras el refugio de los caudalosos ríos que rodeaban la capital de los incas. Diego de Almagro y de Hernando de Soto se dispusieron a partir en cuanto la temporada lo permitiera, y Manco Inca hizo lo mismo reclutando a los hombres necesarios. Los rumores, que cuestionaban su lealtad, sin embargo, comenzaron a circular entre los españoles y Pizarro quiso ver con claridad. Se abrió una investigación oficial y se interrogó a numerosos testigos. Algunos nativos fueron sometidos a torturas, pero no se encontró nada comprometedor para Manco Inca y Pizarro, ya tranquilo, le permitió continuar con los preparativos para la próxima expedición. 
Las tropas partieron a fines de enero de 1534, pero su marcha se detuvo a los pocos días, frente a las tumultuosas aguas del río Pampas. Los puentes habían sido quemados y la corriente no se podía cruzar de ninguna manera. Fueron necesarios veinte días de esfuerzo inhumano para que los ingenieros incas pudieran construir un nuevo puente. Manco, sin embargo, no estuvo entre los que cruzaron el río a principios de marzo. Unos días antes, Pizarro lo había enviado de regreso a Cuzco y, recién a mediados de abril, los dos se dirigieron hacia Jauja. 
El pueblo había resistido por sí solo el embate de las tropas atahualpistas, pero éstas, al retirarse, se habían asentado en un lugar naturalmente protegido que se habían atrincherado aún más. Manco Inca logró ir al asalto al frente de cuatro mil guerreros, acompañado de un cuerpo de caballería española a las órdenes de Gonzalo Pizarro y Hernando de Soto. La lucha fue muy dura, pero no sirvió para desalojar a Quizquiz de sus posiciones. Solo después de unos días, el astuto general decidió abandonar espontáneamente el área ocupada y se dirigió, con su ejército, a Quito. Esta vez, Manco Inca y los españoles prefirieron dejar ir a su temido enemigo sin molestarlo.

### Acoso por parte de los españoles
Finalizada la guerra contra los que acabaron con su panaca, se esperaría que existiese armonía entre el Inca y los españoles, sin embargo la realidad fue diferente cuando los hermanos Pizarro se nombraron a sí mismos gobernadores del Cuzco. Pronto el nuevo monarca se dio cuenta del craso error de confiar en los peninsulares por la serie de las siguientes razones: 
1. Estando en el palacio de sus antepasados, no podía reinar.
2. No podía recibir a sus súbditos sin ser vigilado.
3. No podía circular por el Cuzco con libertad.
4. Veía múltiples abusos que cometían los españoles contra las mujeres de la nobleza, pueblo y vírgenes del sol.
5. Se burlaban de él con bromas muy pesadas.
6. Era, desde el principio, un rehén de los conquistadores, llegando a ser en dos ocasiones un vilipendiado prisionero.

En una ocasión Gonzalo Pizarro, incómodo al ver que su hermano Francisco se había casado con una ñusta y él no, fue a pedirle a Manco Inca que le diera a su propia esposa para poder emparentarse con la nobleza incaica. En tono conciliador frente a sus aliados españoles Manco Inca le ofreció a una de sus acllas, pero Gonzalo Pizarro se lo negó, ya que quería casarse específicamente con Cora Ocllo, lo cual hizo enojar a Manco Inca; entonces lo emborrachó y para evitar conflictos le entregó a una sirviente de su esposa, muy parecida a ella y la hizo pasar como si fuese su esposa.
Pero a pesar de la condición en la que se encontraba, Gonzalo Pizarro no tardó en darse cuenta de que el Inca lo estaba engañando, por lo que se puso furioso y lo encarceló para poder arrebatarle a su mujer. En prisión, Manco fue cruelmente maltratado al igual que los nobles del Cuzco.
Al enterarse Francisco Pizarro de las faltas de respeto al soberano, fue al Cuzco a intentar poner orden y a disculparse con Manco Inca por los agravios de los españoles (incluso fue a hacerle reverencias, en las que se incluyó besarle la mano, según relato Titu Cusi Yupanqui, hijo de Manco), el caudillo español alegó que no pudo intervenir antes por estar enfermo. Sin embargo, cuando Pizarro regresó a Lima, sus hermanos menores (Gonzalo y Juan) continuaron hostilizando al Inca, poniendo en crisis el modelo político de monarquía compuesta que buscaba la Corona española pues necesitaban un Inca para consolidar el poder político y social español.

“Dios guarde a Vra. Merced señor Mango Inga. Por haber estado algo mal dispuesto no vine justamente con estos caualleros a besar las manos de vuestra merced (…)”
Francisco Pizarro

Por estas y otras razones Manco Inca planeó sacudirse de la influencia española. No obstante, sus planes fueron descubiertos por los colaboracionistas y fue hecho prisionero nuevamente a mediados del año 1535.

### Huida del Cuzco y proclama en Calca
Mientras seguía prisionero Manco Inca, llegó a la capital imperial el conquistador Hernando Pizarro, incipiente teniente gobernador general del Cuzco, quien prontamente lo puso en libertad en febrero de 1536, aunque sin que pudiera salir de la ciudad.
El monarca escondió su ira y se mostró resignado ante el español, al cual en señal de agradecimiento le regaló una vajilla, estatuas, vigas del Coricancha y aríbalos, todos hechos enteramente de oro. Notando el aumento de la ambición de Hernando le ofreció traerle la estatua del Inca Huayna Cápac «toda de oro, incluso las tripas». 
El ambicioso español le creyó y el 18 de abril de 1536 el Inca salió del Cuzco junto al sumo sacerdote Vila Oma pero ya no regresó. Su primer refugio fue Calca, adonde llamó a sus generales y curacas fieles y lanzó la siguiente arenga: «Yo estoy determinado a no dejar cristiano en vida en toda la tierra y para eso quiero poner cerco en el Cusco; quien de vosotros pensara servirme, servirme en esto, ha de poner sobre tal caso la vida; beba por estos vasos y no con otra condición».
Los principales fueron bebiendo uno a uno la chicha en señal de aprobación y entrega a la causa de la reconquista, y el ejército se iba formando desde todas partes del imperio. Asimismo, se le unieron varios pueblos que sí reconocían las virtudes del estado incaico en su favor, e incluso se le une un español. Manco Inca nombra como jefe de su ejército a Vila Oma y como maestre de campo a Paucar Huaman.

## Guerra de reconquista incaica

### Sitio del Cuzco

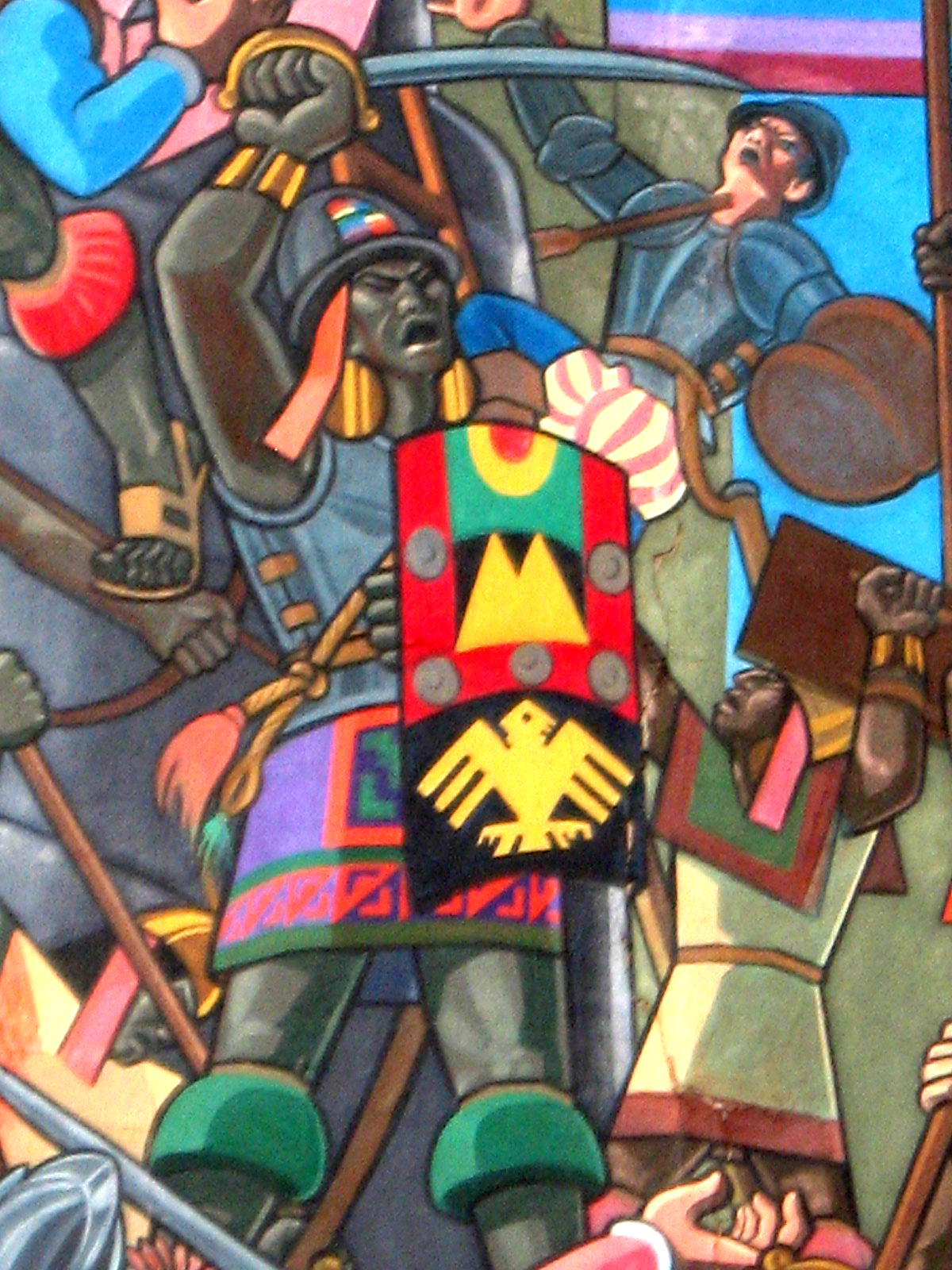
Manco Inca liderando la rebelión, detalle de pintura de Juan Bravo, en la municipalidad del Cuzco.

Para los españoles en el Cuzco, la primera señal de la tragedia que les esperaba llegó de forma inesperada. Hernando Pizarro, irritado por el incidente del que se sentía responsable, había enviado a Calca a su hermano Juan Pizarro, con un pelotón de setenta jinetes para resolver de raíz cualquier posible rebelión. Cuando los españoles miraron por el valle, se sorprendieron de la impresionante cantidad de incas que allí había pero cargaron como de costumbre. Manco Inca «se defendió con grandísimo animo y osadía y embistiendo a los españoles los hizo retirar y a los indios que venían con ellos, y no contento los fue siguiendo y los hizo huir hasta el Cuzco».
Hubo grupos de personas que lo aclamaron como Sapa Inca, a lo que Manco Inca aprovechó para lanzar la siguiente proclama para causar furor entre los auxiliares dubitativos y convencerlos de ponerse en contra de los capitanes españoles.

“Heos enviado llamar para en presencia de nuestros parientes y criados deciros lo que siento sobre lo que estos extranjeros pretenden de nosotros, para que con tiempo y antes que con ellos se junten más, demos orden en lo que a todos generalmente conviene.
Acordaos que los Incas mis padres, que descansan en el cielo con el Sol, mandaron desde el Quito hasta Chile, haciendo a los que recibían por vasallos tales obras que parecía que eran hijos salidos de sus entrañas; no robaban ni mataban sino cuando convenía a la justicia; tenían en las provincias la orden y razón que vosotros sabéis. Los ricos no cogían soberbia; los pobres no sentían necesidad; gozaban de tranquilidad y paz perpetua. Nuestros pecados no merecieron tales señores, antes fueron ocasión que entrasen en nuestra tierra estos barbudos, siendo la suya tan lejana de ella. Predican uno y hacen otro, todas las amonestaciones que nos hacen lo obran ellos al revés. No tienen temor de dios ni vergüenza; trátannos como a perros, no nos llaman otros nombres.
Su codicia ha sido tanta que no han dejado templo ni palacio que no han robado, mas no les hartaran aunque todas las nieves se vuelvan oro y plata. Las hijas de mi padre, con otras señoras, hermanas vuestras y parientas, tiénenlas por mancebas y hánse en ello bestialmente. Quieren repartir, como han comenzado, todas las provincias, dando a cada uno de ellos una para que siendo señor la pueda robar. Pretenden tenernos tan sojuzgados y avasallados que no tengamos más cuidado que les buscar metales y proveerles con nuestras mujeres y ganados; sin esto, han llegado a sí a los yanaconas y muchos mitimaes. Estos traidores antes no vestían ropa fina ni se ponían llauto rico; como se juntaron con éstos, trátanse como Incas; ni falta más de quitarme la borla. No me honran cuando me ven, hablan sueltamente porque aprenden de los ladrones con quienes andan.
La justicia y razón que han tenido para hacer estas cosas y lo que harán estos cristianos, ¡miradlo! Pregunto os yo: ¿dónde los conocimos, qué les debemos o a cuál injuriamos para que con estos caballos y hierro nos hayan hecho tan cruel guerra?
A Atahuallpa mataron sin razón; hicieron lo mismo de su capitán general Challco Chima; a Rumi Ñahui y Zopezopahua también los han muerto en Quito en fuego, porque las ánimas se quemen con los cuerpos y no puedan ir a gozar al cielo.
Paréceme que no será cosa justa ni honesta que tal consintamos, sino que procuremos con toda determinación de morir sin quedar ninguno, o matar a estos enemigos nuestros tan crueles. De los que fueron con el otro tirano de Almagro no hagáis caso, porque Paullo y Vila Oma llevan cargo de levantar la tierra para los matar”.
Proclama de Manco Inca según la recopilación del cronista español Cieza de León en la década de 1550

Fue un chasqui del Cuzco quien llegó a gran velocidad para revelar el verdadero alcance de la rebelión. La ciudad estaba sitiada y lo que sucedía en Calca ya era insignificante. El Cuzco estaba en efecto sitiado, pero los españoles no tuvieron dificultad en volver a entrar en él. Los incas, ya en número impresionante, llegaban de todas partes y Manco Inca no habría dado la señal del ataque antes de que estuvieran todos reunidos. Cuando el ejército inca llegó a su plenitud, el número de sus hombres fue impresionante. Las crónicas de la época le estiman entre 100.000 y 200.000 hombres en armas. Hubo algunas escaramuzas iniciales y los incas se mostraron muy decididos, llegando incluso a matar a un español y su caballo en plena llanura.
El ataque general tuvo lugar el 6 de mayo, sábado, y se lanzó simultáneamente desde todos los lados. La masa de los asaltantes había superado, casi de inmediato, las barricadas que habían levantado los españoles y éstos, desorientados, se vieron obligados a retirarse. El Inca luego prendió fuego a los techos de paja de las casas, para desalojarlas, y de hecho las obligó a concentrarse en la plaza principal de la ciudad y en particular dentro de dos grandes palacios que se enfrentaban: el Suntur Huasi y el Hatun Cancha. Durante seis días los incas intentaron penetrar las defensas de los dos palacios y durante seis días los españoles lograron repelerlos.
Los auxiliares indígenas, que compartían el cerco con los españoles, tuvieron una idea. Habían notado que todos los ataques provenían de la fortaleza de Sacsayhuamán, que dominaba la ciudad, y se propusieron conquistarla. La fortaleza parecía inexpugnable, pero el valor de la desesperación ayudó a los españoles, quienes para llegar a las murallas simularon salir del Cuzco y luego dieron media vuelta para atropellar por el lado más indefenso.
Sin embargo, encontraron una feroz resistencia y perdieron algunos hombres, luego, en un último tumulto antes del atardecer, tuvieron la pérdida más importante: la de Juan Pizarro que, golpeado en la cabeza por una piedra, moriría tras unos días de sufrimiento. Entre ataques y contraataques, la batalla de Sacsayhuamán continuó, en los días siguientes, con episodios de valor por ambos bandos.
La fortaleza finalmente cayó y su conquista permitió a los españoles tomar un respiro. Ya no siendo el objetivo de esa posición dominante, podrían haber emprendido, a su vez, ataques y salidas, reequilibrando las fuerzas en el campo. En efecto, a partir de ese momento la guerra adquirió una nueva dimensión. Los bandos siempre se enfrentaron y se enfrentaron en ataques violentos, pero ambos tenían claro que la victoria de uno u otro bando se daría en otra zona del conflicto.

#### Otras batallas durante el sitio
El sitio del Cuzco era, de hecho, sólo una parte de la guerra total que Manco Inca había librado contra los conquistadores españoles. En primer lugar, los propietarios europeos de encomiendas aisladas que habían caído, por docenas, bajo los golpes de los incas, habían pagado el precio de la revuelta. Posteriormente también los contingentes españoles enviados para hacer frente a los indígenas armados se habían encontrado con una situación inesperada y muy peligrosa. Francisco Pizarro, de Lima, tan pronto como se enteró de la rebelión, obviamente había pensado en enviar ayuda a sus hermanos sitiados en Cuzco.
Después de diez meses, Manco Inca se retiró a la cercana fortaleza de Ollantaytambo en 1537. Aquí el Inca defendió con éxito los ataques de los españoles en la batalla de Ollantaytambo. Manco coordinó su sitio de Cuzco con uno en Lima, dirigido por uno de sus generales, Quizu Yupanqui. Los incas pudieron derrotar a cuatro expediciones de socorro enviadas por Pizarro desde Lima. Esto resultó la muerte de casi 500 soldados españoles, pero finalmente fueron derrotados por la coalición establecida entre españoles e indígenas aliados.
Abandonando Ollantaytambo (y renunciando efectivamente a las tierras altas del imperio), Manco Inca se retiró a Vitcos y finalmente a las remotas selvas de Vilcabamba.

### Primer soberano del Estado independiente de Vilcabamba

#### Asentamiento en Vitcos y otras acciones

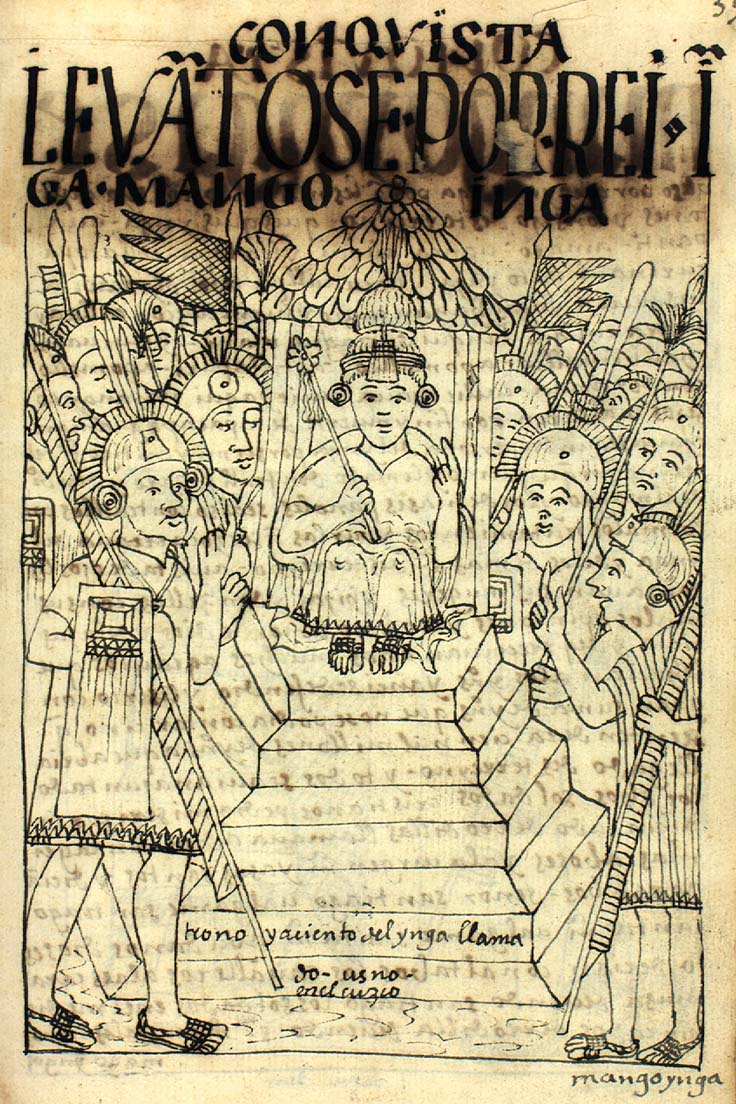
Dibujo de Guamán Poma de Ayala, que representa a Manco Inca Yupanqui sentado en su trono o usno.

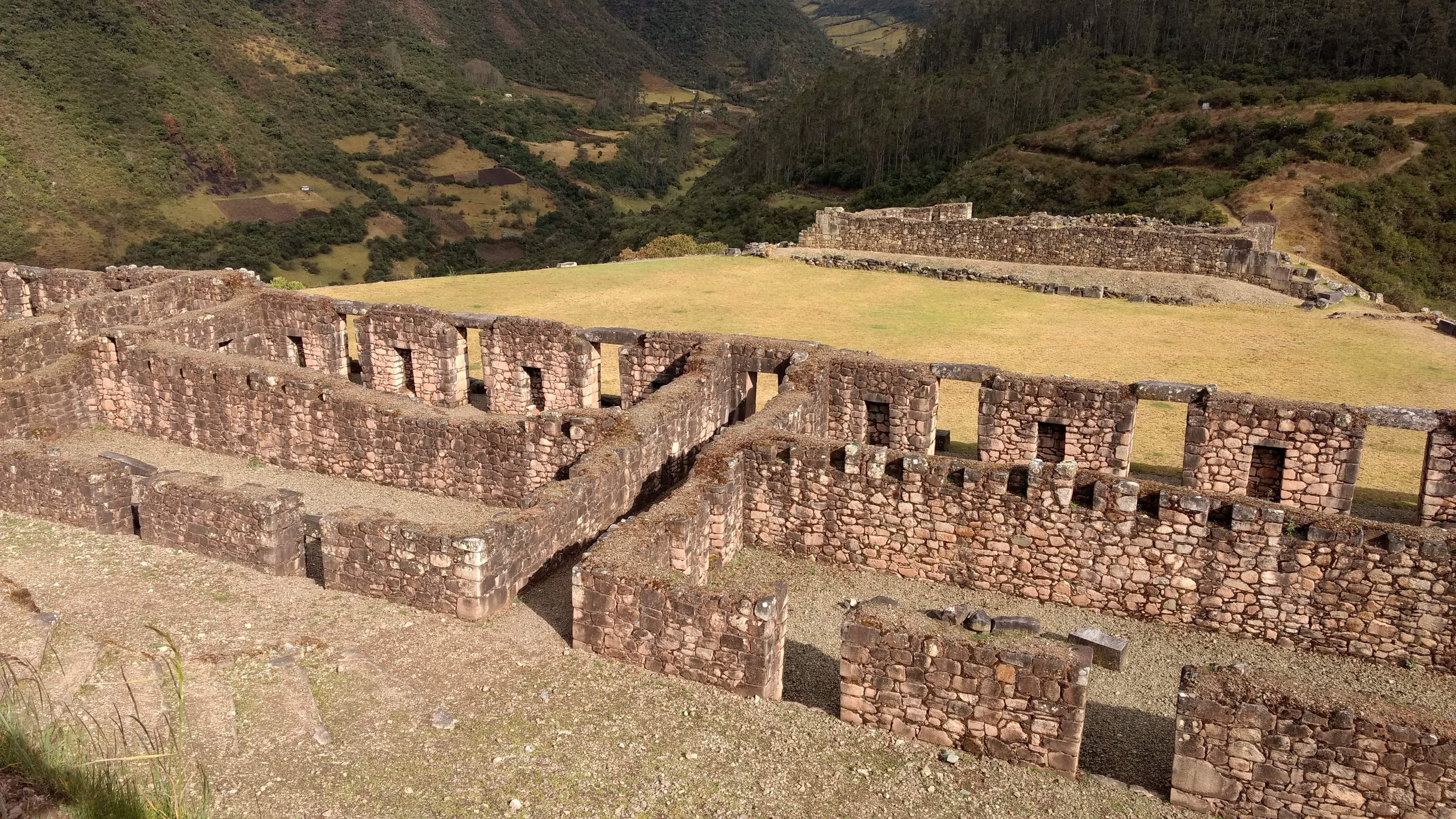
Vista parcial de Vitcos.

La economía andina no permitía concebir la guerra como un evento de duración indefinida. El bienestar de las poblaciones dependía de los cultivos agrícolas y los cultivos no permitían descuidar el arado y la siembra. Manco Inca era perfectamente consciente de que tenía un tiempo limitado, sin embargo, creía que podía darse un intento más antes de disolver sus tropas. Sin embargo, dos hechos le impidieron llevar a cabo sus propósitos. En Lima, Pizarro había formado un nuevo destacamento de más de 500 hombres y lo había confiado al capitán Alonso de Alvarado, un soldado despiadado y prudente que pretendía llegar al Cuzco abriendo paso con terror entre las poblaciones insurgentes.
Sin embargo, otro ejército se acercaba al Cuzco desde una dirección completamente diferente. Era la de Diego de Almagro, que regresaba de Chile donde se había topado con un completo fracaso. El adelantado, como se llamaba al socio de Pizarro, había perdido muchos hombres, pero todavía tenía mucha fuerza y ciertamente no estaba animado por buenas intenciones hacia los Pizarro que ocupaban el Cuzco. Manco Inca fue abordado por Almagro a través de Paullu Inca que había acompañado a los españoles a Chile, pero desconfiado como se había vuelto, no resolvió aliarse con los españoles, ni siquiera contra Pizarro.
Entre sospechas y malentendidos, un cruento enfrentamiento entre los hombres de Almagro y los seguidores del Inca se vieron obligados a retirarse. Almagro, por su parte, desvanecida la posible alianza con los incas insurgentes, tuvo que enfrentarse con los ocupantes del Cuzco que, a pesar de las decisiones de la Corona, desconocieron su buen derecho sobre la ciudad, y con el ejército de Alvarado que avanzaba y que estaba creído ser fiel en Pizarro. Superior en fuerza, el ejército almagrista, como ahora se le llamaba, ocupó Cuzco con un golpe e hizo prisioneros a los dos hermanos de Pizarro, luego, con calma, se preparó para enfrentar a Alvarado.
El enfrentamiento tuvo lugar en Abancay, no lejos del Cuzco, y se resolvió a favor de Almagro, quien envió al comandante enemigo, hecho prisionero, a acompañar a los demás presos en las cárceles del Cuzco. Manco Inca, en este punto, se dio cuenta de que la lucha por la conquista de su capital había terminado y que debía, con urgencia, encontrar un refugio seguro, antes de que los españoles partieran en su busca.
De todos los sitios posibles, se estimó que el lugar más favorable era el de Vitcos. Era un lugar agreste, no muy lejos del Cuzco y provisto de infranqueables defensas naturales. Por un lado estaba protegido por inmensos glaciares, por el otro por el río Urubamba, atravesado por un solo puente fácilmente defendible. Manco Inca eligió como refugio y dispuso que se fortificara adecuadamente. Para mayor cautela, en cambio, se desplegó un fuerte contingente de tropas en el puente de Chuquichaca, sobre el Urubamba, con la tarea de desmantelarlo.
Una vez garantizada su seguridad, Manco se encargó de restaurar las antiguas costumbres de su pueblo e hizo construir templos adecuados para colocar las reliquias que había transportado desde Cuzco. Era una estatuilla de Inti, el dios sol, las momias de algunos soberanos y la huaca de Huanacaure, el vestigio más famoso de la religión inca.
Manco Inca acababa de arreglar sus defensas cuando tuvo que hacer frente a la llegada de Rodrigo Orgóñez. El lugarteniente de Almagro se lanzó tras su pista. El español llegó al puente de Chuquichaca antes de que se derrumbara por completo y, cabalgando a toda velocidad, casi sorprende a Manco. El soberano logró salvarse a medida, pero tuvo que dejar todos sus tesoros en manos de sus enemigos. La triste experiencia convenció a los incas de la necesidad de establecer su residencia en un lugar más protegido que Victos y, para ello, se eligió el lugar denominado Vilcabamba, el más cercano a la zona tropical.

#### Se abre el frente huanca
El Inca mandó a someterlos y castigarles por haberse aliado a los españoles, para lo cual mandó expediciones de castigo que acabaron vencidas por la coalición huancas-españoles. Enfurecido el Inca, marchó el mismo saliendo de Sapallanga y matando a todos los que encontró en reñidos combates en el camino. Llegó a Jauja, la Grande, donde se produjo un gran combate en el que tropas españolas participaron de lado de los huancas. Tras dos días de combate, el Inca vence al ejército enemigo matando 50 españoles y miles de aliados huancas. Tras estas acciones de castigo en el valle del Mantaro, Manco Inca regresa al sur donde manda sacar al ídolo huanca, llamado Varihuillca, y echarlo al río Mantaro, cumpliendo de esta forma su venganza.

#### Acciones posteriores
Después de terminada la campaña huanca, el Inca pasa a Pillcosuni, donde en Yeñupay derrota y pone en fuga a una expedición española. Después de producida la batalla de las Salinas el 6 de abril de 1538, Manco Inca regresa a Vilcabamba y Vitcos, desde donde pone espías y atalayas en los caminos que llevan a esa región, enterándose de que una gran expedición iba en su búsqueda al mando de Gonzalo Pizarro y con la compañía de sus hermanos, Paullo, Inguill y Huaspar. Salió Manco a defender el paso y para mejor cumplir se encastilló en una fortalecilla de piedra junto a un río.
La lucha fue tan tenaz como ardua, prolongándose durante 10 días. En la refriega caen presos del monarca Inguill y Huaspar, y pese a las súplicas de la coya Cora Ocllo, los decapitó diciendo: «más justo es que corte yo sus cabezas que no llevar ellos la mía».
Se reanuda la lucha con furor y los españoles logran capturar la fortalecilla. Acosado por sus enemigos, Manco Inca hubo de echarse al río y atravesarlo a nado, ganando la otra orilla para gritar a sus burlados adversarios desde ella: «Yo soy Manco Inca, yo soy Manco Inca», para desconcertarlos y que lo dejasen de buscar, pero no pudo impedir que capturasen a su esposa la Coya y al general Cusi Rimanchi.
Los vencedores partieron inmediatamente al Cuzco y, estando descansando en Pampacona, algunos quisieron violar a la Coya pero ella se defendió cubriéndose con «cosas hediondas y de desprecio», por lo que el abuso no se consumó. Así llegaron al pueblo de Tambo, donde para vengarse de su marido entendieron más provechoso matar a la Coya, lo que hicieron los ballesteros asaeteándola. También sirvió la ocasión para encender varias hogueras y quemar vivos en ellas a Vila Oma y a los generales Tisoc Yupanqui, Taipi, Tangui, Huallpa, Urca Huaranga y Atoc Supi; días después estando ya en Yucay, los españoles quemaron a Ozcoc y Curi Atao, también caudillos de la rebelión incaica, en mayo de 1539. El historiador cuzqueño Donato Amado narra este suceso de la siguiente manera:

Curiosamente, hacia 1538, encontramos a Huillac Uma y Apu Tisoc Yupanqui en Vilcabamba. Ellos, a instancias de Paullo Inca, salieron pacíficamente y un año después, ya en la ciudad del Cuzco, Francisco Pizarro los llevó con engaños a Yucay y allí fueron quemados vivos, mientras que a otros los ahogaron.

#### Últimos actos
Vuelto el Inca a Vilcabamba, hizo hurtar del Cuzco a su hijo Titu Cusi Yupanqui y a la madre de este, saliéndolos a recibir a Vitcos en 1541. Estando en Vitcos llegaron siete almagristas sobrevivientes de las Salinas, suplicando servir al Inca a perpetuidad si este protegía sus vidas. Aceptó Manco Inca a tomarlos como vasallos para aprender mejor los usos de la guerra entre los españoles, por lo que pronto se supo que ningún indio los debería tocar siendo establecidos como criados y amigos del Inca. Pronto los españoles alcanzaron amistad con el monarca, enseñándole a este y a su corte a perfeccionar sus conocimientos sobre los caballos y adentrándolo también en los juegos de bolos y el herrón. Manco Inca utilizó a los esclavos para que se fueran a la guerra a luchar con otros.
Manco, naturalmente, vivió los acontecimientos de las guerras civiles con extrema atención: desde su oculto refugio, presenció la matanza de sus enemigos y sólo pudo regocijarse. Por otro lado, sin embargo, no podía dejar pasar una posible oportunidad de intervenir, si las circunstancias lo permitieran. Su antigua enemistad con los Pizarro lo había llevado naturalmente a ponerse del lado de Almagro y, cuando su hijo El Mozo se adentró a la contienda, su simpatía se dirigió al joven vástago.
Sin embargo, se había limitado a dar asilo a los almagristas y sus tropas no habían entrado directamente en la disputa. Con motivo de la última cruenta batalla entre el joven Almagro y el gobernador Cristóbal Vaca de Castro, había recibido en su pequeña corte a varios soldados que huían. Al principio, incluso el hijo de Almagro había tratado de ganar el refugio del Inca, pero una parada en el Cuzco lo había traicionado.

### Asesinato

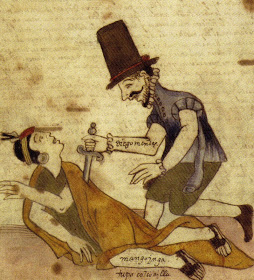
Diego Méndez asesina a Manco Inca, dibujo realizado por el cronista Martín de Murúa.

En 1545 (algunos sostienen que fue en 1544) Alonso de Toro, teniente gobernador general de Cuzco, inició conversaciones con los almagristas refugiados en Vilcabamba. Les ofreció el perdón si mataban al Inca y ellos aceptaron; por lo que un día de los primeros meses de 1545, los siete almagristas atacaron a Manco Inca delante de su hijo, Titu Cusi Yupanqui, quien fue más tarde cronista y narró la muerte de su padre:

Estaban un día con mucho regocijo jugando al herrón (nota: juego antiguo con tejo de hierro, que tenía hueco en el centro, y que se trataba de meter en un clavo hincado en el suelo) solos mi padre y ellos y yo, que entonces era muchacho, sin pensar mi padre cosa ninguna ni haber dado crédito a una india de uno de ellos, llamada Bauba, que le había dicho muchos días antes que le querían matar aquellos españoles. Sin ninguna sospecha de esto ni de otra cosa se holgaba con ellos como antes; y en este juego como dicho tengo, yendo mi padre a levantar el herrón para haber de jugar, descargaron todos sobre él con puñales y cuchillos y algunas espadas; y mi padre como se sintió herido, con mucha rabia de la muerte, procuraba defenderse de una parte y de otra; mas como era solo y ellos siete, y mi padre no tenía arma ninguna, al fin lo derrocaron al suelo con muchas heridas y lo dejaron por muerto. Y unos andes, que a la sazón llegaron y el capitán Rimachi Yupangui, les pararon luego de tal suerte, que antes que pudiesen huir mucho trecho, a unos tomaron el camino mal de su grado, derrocándolos de sus caballos abajo, y trayéndolos por fuerza para sacrificarlos. A todos los cuales dieron muy crudas muertes.

Los españoles salieron por la puerta celebrando la muerte del que fuera su protector y amigo, mas los descubrió el capitán Rimachi Yupanqui, quien con algunos antis les cortó la retirada derribándolos de sus cabalgaduras y arrastrándolos hasta el poblado, donde enterados de lo sucedido, dieron cruel muerte a aquellos, quemando a los más culpados. Las cabezas de los siete españoles que asesinaron a Manco Inca fueron exhibidas en las plazas y calles de Vitcos y Vilcabamba.
Manco Inca sobrevivió unos cuantos días en agonía y entre las últimas conversaciones que tuvo con su hijo se encuentra este mensaje:

No te dejes engañar con sus melosas palabras, son todas mentiras, si tú les crees te engañarán como lo hicieron conmigo.

Le sucedió su segundo hijo, Sayri Túpac, quien renunció y dejó el trono a su hermano mayor (hijo mayor de Manco Inca) llamado Titu Cusi Yupanqui y cuando este murió le dejó el trono a su hermano llamado Túpac Amaru I. Los cuatro Incas de Vilcabamba fueron de la familia de Manco Inca.
| Predecesor: Túpac Hualpa | 2° Cápac Inca Nombrado por españoles 1533 - 1536 | Sucesor: Paullu Inca |
| Predecesor: —            | 1° Inca de Vilcabamba 1537 - 1545                | Sucesor: Sayri Túpac |